# Pæon
Pæon (paeonia) er Pæon-familiens (Paeoniaceae) eneste slægt som omfatter 18 arter, og de mest kendte sorter er stauder. Et par af arterne er halvbuske. Slægten rummer mange yndede haveplanter med store, fyldige blomster i rødt, hvidt eller gult.
Slægten har tidligere (se Cronquists system) været anbragt i Ranunkel-familien, men i dag regnes den til sin egen familie (se APG II)
| Beskrevne arter |

- Almindelig træpæon (Paeonia suffruticosa)
- Balkanpæon (Paeonia peregrina)
- Bonderose (Paeonia officinalis)
- Kaukasisk pæon (Paeonia mlokosewitschii) – Svovl-Pæon
- Sibirisk pæon (Paeonia anomala)
- Silkepæon (Paeonia lactiflora)
- Storbladet pæon (Paeonia mascula)
- Trådpæon (Paeonia tenuifolia)
- Yunnantræpæon (Paeonia delavayi)

| Andre arter |

- Paeonia abchasica
- Paeonia bakeri
- Paeonia broteri
- Paeonia brownii
- Paeonia emodi
- Paeonia hirsuta
- Paeonia intermedia
- Paeonia obovata
- Paeonia wittmanniana